# Lijst van nummer 1-hits in Duitsland in 1976
Deze hits stonden in 1976 op nummer 1 in de Der Musikmarkt, de bekendste hitlijst in Duitsland.
| Datum        | Artiest             | Titel                |
| ------------ | ------------------- | -------------------- |
| 2 januari    | Jean-Claude Borelly | Dolannes melodie     |
| 9 januari    | Jean-Claude Borelly | Dolannes melodie     |
| 16 januari   | Penny McLean        | Lady bump            |
| 23 januari   | Jean-Claude Borelly | Dolannes melodie     |
| 30 januari   | Harpo               | Moviestar            |
| 6 februari   | ABBA                | Mamma mia            |
| 13 februari  | Harpo               | Moviestar            |
| 20 februari  | Harpo               | Moviestar            |
| 27 februari  | Harpo               | Moviestar            |
| 5 maart      | Pussycat            | Mississippi          |
| 12 maart     | Pussycat            | Mississippi          |
| 19 maart     | Pussycat            | Mississippi          |
| 26 maart     | Pussycat            | Mississippi          |
| 2 april      | Frank Farian        | Rocky                |
| 9 april      | Pussycat            | Mississippi          |
| 16 april     | Frank Farian        | Rocky                |
| 23 april     | Frank Farian        | Rocky                |
| 30 april     | ABBA                | Fernando             |
| 7 mei        | Frank Farian        | Rocky                |
| 14 mei       | ABBA                | Fernando             |
| 21 mei       | ABBA                | Fernando             |
| 28 mei       | ABBA                | Fernando             |
| 4 juni       | ABBA                | Fernando             |
| 11 juni      | ABBA                | Fernando             |
| 18 juni      | ABBA                | Fernando             |
| 25 juni      | Bellamy Brothers    | Let your love flow   |
| 2 juli       | Bellamy Brothers    | Let your love flow   |
| 9 juli       | Bellamy Brothers    | Let your love flow   |
| 16 juli      | Bellamy Brothers    | Let your love flow   |
| 23 juli      | Bellamy Brothers    | Let your love flow   |
| 30 juli      | Jürgen Drews        | Ein bett im kornfeld |
| 6 augustus   | Jürgen Drews        | Ein bett im kornfeld |
| 13 augustus  | Jürgen Drews        | Ein bett im kornfeld |
| 20 augustus  | Jürgen Drews        | Ein bett im kornfeld |
| 27 augustus  | Jürgen Drews        | Ein bett im kornfeld |
| 3 september  | Jürgen Drews        | Ein bett im kornfeld |
| 10 september | Boney M.            | Daddy Cool           |
| 17 september | ABBA                | Dancing queen        |
| 24 september | Boney M.            | Daddy Cool           |
| 1 oktober    | Boney M.            | Daddy Cool           |
| 8 oktober    | Boney M.            | Daddy Cool           |
| 15 oktober   | Boney M.            | Daddy Cool           |
| 22 oktober   | Boney M.            | Daddy Cool           |
| 29 oktober   | Boney M.            | Daddy Cool           |
| 5 november   | Boney M.            | Daddy Cool           |
| 12 november  | Boney M.            | Daddy Cool           |
| 19 november  | Boney M.            | Daddy Cool           |
| 26 november  | Boney M.            | Daddy Cool           |
| 3 december   | David Dundas        | Jeans on             |
| 10 december  | Boney M.            | Daddy Cool           |
| 17 december  | ABBA                | Money, money, money  |
| 24 december  | ABBA                | Money, money, money  |
| 31 december  | ABBA                | Money, money, money  |